# (22714) 1998 SR2
1998 أس أر 2 (ويعرف أيضًا باسم (22714) 1998 أس أر 2 وفق تسمية الكوكب الصغير) (بالإنجليزية: 1998 SR2)‏ هو كويكب ضمن حزام الكويكبات؛ وترتيبه 22714 من حيث الاكتشاف.
اكتُشف هذا الجُرم الفلكي بواسطة ماسح السماء كاتالينا في 18 سبتمبر 1998.

## وصلات خارجية
- (22714) 1998 SR2 في قاعدة بيانات مختبر الدفع النفاث لأجرام النظام الشمسي الصغيرة

- الاكتشاف · مخطط المدار ·  العناصر المدارية · المعلمات المادية

- (22714) 1998 SR2 على موقع ويكي سكاي: DSS2, SDSS, GALEX, IRAS, Hydrogen α, X-Ray, Astrophoto, Sky Map, Articles and images